# Kitauwa, Ehime
Kitauwa (北宇和郡 Kitauwa-gun) là huyện thuộc tỉnh Ehime, Nhật Bản. Tính đến ngày 1 tháng 10 năm 2020, dân số ước tính của huyện là 13.356 người và mật độ dân số là 39 người/km2. Tổng diện tích của huyện là 340,3 km2.